# ズラティボル郡

ズラティボル郡
Златиборски округ
Zlatibor okrug

ズラティボル郡（ズラティボルぐん、セルビア語:Златиборски округ / Zlatibor okrug）は、セルビア西部の郡。セルビアで面積が最も大きい郡である。郡庁所在地はウジツェ。郡名はディナルアルプスの一部であるズラティボル山地にちなみ、 zlatibor という語そのものはセルビア語で「金(zlato)の松(bor)」を意味する。

## 基礎自治体
郡には10の基礎自治体がある。
郡庁所在地のウジツェのみが市（град / grad）で、残る9つの自治体は全てオプシュティナ（општина / opština）である。市はヴォイヴォディナ自治州・旧コソボ・メトヒヤ自治州を含めるとセルビア全土に24存在し、より強い自治権を有する。オプシュティナは日本の町・村に相当する。
- ウジツェ（Užice）
- ポジェガ（Požega）
- コシェリッチ（Kosjerić）
- バイナ・バシュタ（Bajina Bašta）
- チャイェティナ（Čajetina）
- アリリェ（Arilje）
- ノヴァ・ヴァロシュ（Nova Varoš）
- プリイェポリェ（Prijepolje）
- シェニツァ（Sjenica）
- プリボイ（Priboj）

シェニツァ、プリイェポリェ、ノヴァ・ヴァロシュ、プリボイの4つの自治体はサンジャク地域に含まれ、ボシュニャク人が比較的多く居住している。

## 民族構成
2002年の国 勢調査による。
- セルビア人 = 262,405
- ボシュニャク人 = 40,225
- ムスリム人 = 6,476